# Xerorchis
Tribu
Genre
Statut CITES
Xerorchis est un genre de plantes à fleurs de la famille des Orchidaceae, comprenant deux espèces. Ce sont des plantes herbacées tropicales endémiques d'Amazonie.

## Répartition

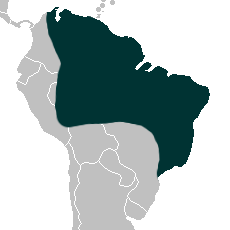
Aire de répartition en vert.

Ce genre regroupe deux espèces toutes deux endémiques d'Amazonie.

## Description

### Appareil végétatif
Ce sont des Orchidées herbacées terrestres de taille petite à moyenne, à racines fines et filiformes, issues d'un rhizome court, filiforme et ascendant, et superposées sous le sol. Les tiges sont filiformes, dressées, simples ou peu nombreuses, souvent groupées, minces, non ramifiées ou ramifiées dans la moitié supérieure, couvertes de bases foliaires engainantes persistantes et nettement en zigzag dans la moitié supérieure. Les feuilles sont distiques, étalées, lancéolées ou linéaires-lancéolées, plutôt délicates et à texture fine, devenant progressivement plus petites vers l'apex de la tige.

### Appareil reproducteur
Les inflorescences sont terminales, à fleurs peu nombreuses et lâches ; les bractées sont semblables aux feuilles mais plus petites. Les fleurs sont petites, peu ouvertes ; le pédicelle et l'ovaire sont à section ronde, glabres. Les sépales et les pétales sont semblables, libres. Le labelle est entier ou obscurément bipartite, libre, avec un callus au milieu ; la partie basale est cucullée (en capuchon), plus ou moins pubescente ; la partie apicale est obovale. La colonne est allongée, portant deux appendices ventraux charnus, défléchis et crochus sous le stigmate, ventralement pubescents ; l'anthère est terminale, dressée, biloculaire ; il y a huit pollinies, obovoïdes, aplaties, attachées à un seul rétinacle elliptique ellipsoïdal ; le stigmate est ventral, avec une cavité transversale semi-circulaire ; le rostelle est large et peu profondément incisé.

## Liste des espèces
Selon Plants of the World online (POWO) (2 août 2023) :
- Xerorchis amazonica Schltr., 1912
- Xerorchis trichorhiza (Kraenzl.) Garay, 1956

## Systématique
Le genre a été formellement décrit en 1912 par le botaniste allemand Rudolf Schlechter pour l'espèce type Xerorchis amazonica. Une deuxième espèce, Xerorchis trichorhiza, auparavant classée dans le genre Epidendrum, a été ajoutée au genre Xerorchis par le botaniste américain Leslie Andrew Garay en 1956. La tribu des Xerorchideae a été proposée en 2005 par le botaniste britannique Phillip James Cribb, pour isoler le genre Xerorchis dans une tribu distincte, au sein de la sous-famille des Epidendroideae.